# Mihael Kotsmar
Mihael Kotsmar ali Kerčmar(?) (madžarsko Kotsmar Mihály) slovenski evangeličanski pastor in pisatelj na Madžarskem. * Hodoš, o. 1698; † Szák, o. 1750.

## Življenje
Rodil se je v Hodošu. Bolj verjetno je, da se je pisal Kerčmar, saj v Hodošu živijo le Kerčmarji. V Šopronu, kjer je študiral, se je podpisoval kot Kotsmar.
Ko je končal šolanje v Šopronu, je šel študirat v nemško Jeno. Od leta 1725 je pastiroval v Gornjih Petrovcih. Leta 1732 je avstrijska vojska okupirala evangeličanske cerkve v Slovenski okroglini in v Őrségu. Kotsmar se je se odpravil v Novi Grad (Güssing, Gradiščanska, Avstrija), od tam pa v Bratislavo. Leta 1737 je pastiroval v Száku (danes Szákszend, Madžarska). Tudi njegov sin Mihael je bil evangeličanski duhovnik.

## Delo
Pisal je verska dela v prekmurščini, madžarščini in latinščini. Verjetno je napisal tretjo prekmursko tiskano knjigo, ki je bila hkrati prvi učbenik Abeczedarium Szlowenszko kajkavščine.